# 锡波耶蒂
锡波耶蒂（西班牙語：Cipolletti）是阿根廷内格罗河省的一座城市，人口105,482（2022年）。